# なごみーず
なごみーずは、元かぐや姫・風の伊勢正三、太田裕美、元ガロの大野真澄によるユニット。

## 概要
2004年10月22日、静岡県富士市での伊勢正三・太田裕美ジョイントコンサートが皮切り。2004年11月19日の島根県多伎町での公演から大野が加わり、自然発生的に結成された3人組。この3人で全国をまわっている『アコースティックナイト』コンサートの中で活動し、2010年5月15日に公演150回を数えた。当初はユニット名はなく「伊勢正三・太田裕美・大野真澄」と個人名を列記していただけだったが、ある日の公演中のステージ上で太田が「なごみーず」と命名した。他の命名候補には「ピンク唐揚げ」「喜び組」などがあったという。
2007年12月2日、コンサート100回記念で、コンサート会場と通販のみの限定リリースでライブ・アルバムのCD「アコースティックナイト」を発売。
2010年5月15日、コンサート150回記念で、第2弾CD（スタジオ録音）の「アコースティックナイト・2nd」を発売。
2014年11月8日、コンサート200回記念で、「アコースティックナイト・3rd」を発売。

## メンバー
- 伊勢正三（いせ しょうぞう、1951年11月13日 - ）大分県津久見市出身。
  - 元かぐや姫・風。活動休止後はソロで活動。風として『22才の別れ』、またイルカに提供（作詞・作曲）した『なごり雪』が大ヒット。ほか風で『ささやかなこの人生』『あの唄はもう唄わないのですか』などのヒット曲がある。
- 太田裕美（おおた ひろみ、1955年1月20日 - ）東京都荒川区生まれ、埼玉県春日部市育ち。
  - 『木綿のハンカチーフ』が大ヒット。ほか『雨だれ』『赤いハイヒール』『最後の一葉』『しあわせ未満』『九月の雨』などのヒット曲がある。伊勢作詞作曲の『君と歩いた青春』を1976年にアルバムの一曲として歌う。2009年発表のシングル「初恋」も伊勢の作曲である。
- 大野真澄（おおの ますみ、1949年10月23日 - ）愛知県岡崎市出身。
  - 元ガロ。解散後はソロで活動。ガロとして『学生街の喫茶店』、またあおい輝彦に提供（作詞）した『あなただけを』が大ヒット。ほかガロで『君の誕生日』『ロマンス』などのヒット曲がある。

## CD
- アコースティックナイト
  1. 空に星があるように (3′46″)  作詞・作曲:荒木一郎
  2. 22才の別れ (3′51″)  作詞:・作曲:伊勢正三
  3. 木綿のハンカチーフ (4′35″)  作詞:松本隆 作曲:筒美京平
  4. 学生街の喫茶店 (3′33″)  作詞:山上路夫 作曲:すぎやまこういち
  5. ママはフォークシンガーだった (5′19″)  作詞:北山修 作曲:長谷川きよし
- アコースティックナイト 2nd
  1. 地球はメリーゴーランド (3′05″)  作詞:山上路夫 作曲:日高富明
  2. 海岸通 (4′06″)  作詞・作曲:伊勢正三
  3. さらばシベリア鉄道 (4′13″)  作詞:松本隆 作曲:大瀧詠一
  4. あなただけを (3′32″)  作詞:大野真澄 作曲:常富喜雄
  5. 九月の雨 (4′36″)  作詞:松本隆 作曲:筒美京平
  6. ささやかなこの人生 (4′18″)  作詞・作曲:伊勢正三
- アコースティックナイト 3rd
  1. 僕らはちっぽけな夢をほどきながら　作詞・作曲:なごみーず
  2. 君の誕生日　作詞:山上路夫　作曲:すぎやまこういち
  3. ママはフォークシンガーだった'14　作詞:北山修　作曲:長谷川きよし
  4. Happy Xmas /War is Over　作詞・作曲:ジョン・レノン＆オノ・ヨーコ